# Burlington (Washington)
Burlington és una població dels Estats Units a l'estat de Washington. Segons el cens del 2000 tenia 6.757 habitants.

## Demografia
Segons el cens del 2000, Burlington tenia 6.757 habitants, 2.398 habitatges, i 1.585 famílies. La densitat de població era de 621,2 habitants per km².
Dels 2.398 habitatges en un 38,7% hi vivien nens de menys de 18 anys, en un 45,9% hi vivien parelles casades, en un 14,9% dones solteres, i en un 33,9% no eren unitats familiars. En el 25,6% dels habitatges hi vivien persones soles el 8,7% de les quals corresponia a persones de 65 anys o més que vivien soles. El nombre mitjà de persones vivint en cada habitatge era de 2,74 i el nombre mitjà de persones que vivien en cada família era de 3,3.
Per edats la població es repartia de la següent manera: un 30% tenia menys de 18 anys, un 12,4% entre 18 i 24, un 30,9% entre 25 i 44, un 15,3% de 45 a 60 i un 11,3% 65 anys o més.
L'edat mediana era de 30 anys. Per cada 100 dones de 18 o més anys hi havia 93,3 homes.
La renda mediana per habitatge era de 37.848 $ i la renda mediana per família de 42.083 $. Els homes tenien una renda mediana de 35.247 $ mentre que les dones 22.716 $. La renda per capita de la població era de 17.167 $. Aproximadament l'11,7% de les famílies i el 14,9% de la població estaven per davall del llindar de pobresa.

## Poblacions més properes
El següent diagrama mostra les poblacions més properes.